# Dragon Ball Super: Super Hero
Dragon Ball Super: Super Hero (ドラゴンボール超 スーパーヒーロー, Doragon Bōru Sūpā: Sūpā Hīrō) est le vingt-et-unième film d'animation japonais de l'univers Dragon Ball, sorti en 2022. Il s'agit du premier long métrage totalement en images de synthèse basé sur la série Dragon Ball Super,.
L'action se déroule quelques années après les événements de Dragon Ball Super: Broly. L'armée du Ruban Rouge, l'organisation secrète maléfique mise à bas par Son Goku durant son enfance, a repris du poil de la bête et s'est mise à construire de nouveaux cyborgs bien plus puissants que Cell, Gamma 1 et Gamma 2. Ceux-ci portent les convictions des anciens membres de l'armée et cherchent ainsi à se venger de Goku. Piccolo remarque leur activité, qui consiste en la fabrication d'une "arme maléfique ultime", jusqu'à ce que Pan soit prise en otage, attirant Son Gohan dans un piège.

## Synopsis
Au début de ses aventures, Son Goku a démantelé l'armée du Ruban Rouge et leur chef, le général Red. Des années plus tard, Magenta, le patron de l'entreprise pharmaceutique Red Pharm Company, tente de ressusciter l'armée de son père. Pour cela, lui et son assistant Carmine recrutent le petit-fils du Dr Gero, le Dr Hedo, un scientifique obsédé par les super-héros récemment libéré de prison. Ce dernier accepte de travailler avec eux, après que ses employeurs l'aient convaincu que la Capsule Corporation, Gokū et ses amis sont des menaces pour l'humanité. 
Pendant ce temps, Son Goku et Vegeta s'entraînent sous l'œil de Whis sur la planète de Beerus, pour permettre à Broly d'apprendre à contrôler sa force. De son côté, Piccolo entraîne Pan, la fille de Son Gohan, et se désole que son ancien élève ait arrêté les arts martiaux. Peu de temps après, le Namek est attaqué par Gamma 2, un cyborg qu'il suit jusqu'au repaire de la nouvelle armée du Ruban Rouge. Il s'infiltre en se déguisant en soldat et apprend que le Dr Hedo a créé Gamma 2 et un autre cyborg, Gamma 1. Le jeune scientifique a également repris, à contrecœur, les recherches de son grand-père pour développer un nouveau Cell : Cell-Max. Piccolo contacte Bulma pour qu'elle prévienne Goku et Vegeta tout en demandant à Dendé d'améliorer les Dragon Balls pour qu'il développe son plein potentiel, grâce à Shenron. Mais hélas, la fille du Dr Brief n'a eu aucune réponse des deux Saiyans, car elle n'a pas réussi à contacter Whis. Le vœu exaucé, Piccolo, toujours déguisé, se porte volontaire pour exécuter le plan de Magenta : kidnapper Pan pour obliger Gohan à se battre. Le Namek prévient la petite fille de jouer le jeu et le Saiyan, fou de rage, se transforme en Super Saiyan et part la retrouver. 
Sur place, il affronte Gamma 1, pendant que Piccolo révèle sa nouvelle transformation en devenant Piccolo Orange lors de son combat contre Gamma 2. Lors du combat, le Namek réussit à convaincre le cyborg que Magenta est la véritable menace. Carmine est assommé par Pan et voyant que les choses tournent en sa défaveur, Magenta active prématurément Cell-Max. Hedo tue son ex-employeur, mais est incapable d'empêcher le réveil du monstre, qui commence à tout ravager. C'est à ce moment que Bulma arrive en renfort avec Son Goten, Trunks, C-18 et Krilin. Goten et Trunks tentent de fusionner en Gotenks, sans succès et les héros lancent un assaut contre l'abomination. Gotenks arrive à blesser Cell-Max et comprend qu'il ne possède pas la capacité de régénération du premier Cell. Gamma 2 se sacrifie en espérant le tuer, mais n'arrive qu'à détruire son bras gauche. À la suite de la proposition de Krilin, Piccolo Orange grandit pour affronter Cell-Max, mais se fait malheureusement battre à plate couture. Gohan, voyant son mentor blessé, entre dans une violente colère ce qui lui permet d'atteindre une nouvelle forme de transformation : « Son Gohan Bestial ». Fort de sa nouvelle puissance, il lance un Makankōsappō sur Cell-Max, ce qui permet de le tuer. La bataille finie, il retrouve sa fille et le Dr Hedo et Gamma 1 intègrent la Capsule Corporation. 
La scène post-générique montre Vegeta triompher de Goku à l'issue de leur match d'entraînement. Whis découvre alors tardivement le message de Bulma, pendant que Broly et Lemo sont ébahis par la fin du combat au grand dam de Cheelai.

## Fiche technique
- Titre original : ドラゴンボール超 スーパーヒーロー (Doragon Bōru Sūpā: Sūpā Hīrō)
- Titre français : Dragon Ball Super: Super Hero
- Réalisation : Tetsuro Kodama
- Scénario : Akira Toriyama, inspiré de son manga Dragon Ball
- Character designer : Akira Toriyama
- Studio d'animation : Toei Animation
- Musique : Naoki Satō
- Sociétés de distribution : Toei Animation (en collaboration avec Sony Pictures Releasing et Crunchyroll)
- Pays d'origine :  Japon
- Langue originale : japonais
- Genre : aventure, fantastique
- Date de sortie :
  - Japon : 11 juin 2022[4],[5],[6]
  - France : 5 octobre 2022[7]

- Classification :
  - France : Avertissement lors de sa sortie en salles (certaines scènes du film peuvent heurter la sensibilité des jeunes spectateurs)

## Distribution
| Personnages  | Voix japonaises | voix françaises    |
| ------------ | --------------- | ------------------ |
| Son Goku     | Masako Nozawa   | Patrick Borg       |
| Son Gohan    | Masako Nozawa   | Mark Lesser        |
| Son Goten    | Masako Nozawa   | Brigitte Lecordier |
| Piccolo      | Toshio Furukawa | Philippe Ariotti   |
| Vegeta       | Ryō Horikawa    | Éric Legrand       |
| Trunks       | Takeshi Kusao   | Anouck Hautbois    |
| Pan          | Yūko Minaguchi  | Anouck Hautbois    |
| Videl        | Yūko Minaguchi  | Jennifer Fauveau   |
| Bulma        | Aya Hisakawa    | Céline Monsarrat   |
| Krilin       | Mayumi Tanaka   | Monique Nevers     |
| Yajirobé     | Mayumi Tanaka   | aucun dialogue     |
| C-18         | Miki Itō        | Brigitte Lecordier |
| Broly        | Bin Shimada     | Mark Lesser        |
| Beerus       | Kōichi Yamadera | Bruno Magne        |
| Whis         | Masakazu Morita | Bruno Méyère       |
| Maitre Karin | Ken Uo          | Antoine Nouel      |
| Dendé        | Aya Hirano      | Marie Giraudon     |
| Cheelai      | Nana Mizuki     | Audrey Sourdive    |
| Lemo         | Tomokazu Sugita | Charles Germain    |
| Cell-Max     | Norio Wakamoto  | Antoine Nouel      |
| Gamma 1      | Hiroshi Kamiya  | Philippe Bozo      |
| Gamma 2      | Mamoru Miyano   | Donald Reignoux    |
| Dr Hedo      | Miyu Irino      | Romain Altché      |
| Magenta      | Volcano Ōta     | Éric Peter         |
| Carmine      | Ryōta Takeuchi  | Antoine Tomé       |
| Shenron      | Ryūzaburō Ōtomo | Antoine Nouel      |

## Production

### Développement
L'auteur original Akira Toriyama est, pour la quatrième fois consécutive, au cœur du scénario et du concept du film et des personnages (allant même jusqu'à donner aux personnages leur aspect du manga plutôt que de la série animée). Cependant, il est davantage impliqué dans l'écriture du film que les trois précédents,,.

### Animation
La production a commencé peu avant la sortie de Dragon Ball Super: Broly en 2018. Il s'agit du premier long métrage de la franchise à être totalement animé en 3D,.

### Communication
Une suite à Dragon Ball Super: Broly est officiellement annoncée le 9 mai 2021. Au Comic-Con de 2021, davantage de détails ont été dévoilés, incluant le titre du film : Dragon Ball Super: Super Hero. Le design de la maison de Piccolo ainsi que les character designs de Piccolo, Pan, Krilin et ceux des nouveaux personnages y ont été montrés, Une animation 3D de Goku est montrée dans un court teaser le 23 juillet 2021, durant la Toei Anime Fair 2021. La première bande-annonce est diffusée le 7 octobre 2021. La date de sortie est révélée avec une nouvelle bande-annonce lors du Jump Festa 2022, en décembre 2021,.

## Accueil

### Sortie
Le film est initialement prévu pour une sortie le 22 avril 2022 dans les salles japonaises, mais à la suite du piratage de Toei Animation début avril 2022, la production du film est interrompue. Le film est alors reporté au 11 juin 2022. Le film sort en 3D, IMAX 3D et 4DX,,.
Crunchyroll a annoncé une sortie internationale du film à partir de l'été 2022,. Le film sortira dans les cinémas français le 5 octobre 2022 en version originale sous-titrée et en version française.

### Critique
En France, le site Allociné donne une moyenne de 3,0⁄5, après avoir recensé 11 critiques de presse. Dans le monde anglo-saxon, le site Rotten Tomatoes donne une note de 93 % pour 55 critiques. Le site Metacritic donne une note de 65⁄100 pour 12 critiques.
En France, les critiques de presse sont globalement favorables au long-métrage d'animation, bien qu'une disparité d'appréciation et de commentaire entoure la sortie du film.
Dans les critiques les plus positives, on peut citer celle de IGN France, pour qui le film « sait revenir aux sources du succès de Dragon Ball avec une écriture drôle et un accent mis sur l'aventure » bien qu'il y ait « quelques soucis de rythme et des enjeux un peu trop sérieux pour le ton du film ». « (...) grâce à des méchants de service assez jubilatoires, le spectacle est assuré. », retient pour sa part Le Figaro.
Pour le site Ecran Large, cette suite est mitigée. La critique estime que la série a un peu malmené les personnages de Son Gohan et de Picolo, mais que le film « leur redore le blason en mettant en avant ce duo ». Du côté de l'animation, la critique est plus circonspecte. Les scènes de combats sont particulièrement bien desservies, mais pour les scènes plus intimes, de dialogues, cela devient « affreusement lents et mal animés (...) Le tout devient quelque chose d'informe et très statique ». En résumé, c'est un film « en demi-teinte qu'on apprécie pour son histoire qui remet le potentiel de Son Gohan et de Piccolo au centre de la narration, mais qui peine à se renouveler aussi. On nous ressort encore les mêmes codes pour contenter le fan, comme l'utilisation de la CGI qui nous accroche et nous décroche à la fois. Frustrant. ».
Les Fiches du Cinéma estime de son côté que Super : Hero est « plus conventionnel que Dragon Ball Super: Broly, plus drôle aussi, [mais] comblera les fans ». Pour Première, « (...) Dragon Ball Super : Super Hero montre que la nostalgie et le fan service ne sont pas des fatalités si horribles que ça. A condition d'être entre de bonnes mains, et de refuser certaines dynamiques qu'on pourrait croire inévitables. ».
Beaucoup plus déçu, Le Journal du Geek n'a semble-t-il pas apprécié ce nouvel opus de la saga : « Si, pour vous, Dragon Ball se résume à des transformations et l'envie de revoir plein de personnages que vous appréciez, alors Dragon Ball Super : Super Hero est un petit bijou. Par contre, si vous vous souciez davantage de l'âme de Dragon Ball, alors préparez-vous à la voir se faire piétiner sans remords pendant plus d'une heure et demie ».

### Box-office
| Pays ou région        | Box-office        | Date d'arrêt du box-office | Nombre de semaines |
| --------------------- | ----------------- | -------------------------- | ------------------ |
| France                | 301 450 entrées   | 18 octobre 2022            | 2                  |
| États-Unis Canada     | 38 112 140 $      | n/a                        | n/a                |
| Japon                 | 18 500 000 $      | n/a                        | n/a                |
| Total hors États-Unis | +048 450 000, USD | 22 octobre 2022            | 18                 |
| Total mondial         | +086 562 140, USD | 22 octobre 2022            | 18                 |

#### Japon
Le film se classe à la première position du box-office japonais lors de son premier week-end d'exploitation, avec 498 000 entrées pour 670 millions de yens en deux jours.

#### Amérique du nord
À l'issue d'un premier week-end d'exploitation, le film engrange environ 20,1 millions de dollars pour une position leader au classement d'exploitation.

#### France
Pour son premier jour d'exploitation en France, le film réalise 67 902 entrées, dont 37 657 en avant-première, pour 563 copies. Ce chiffre permet au long-métrage d'animation de se positionner second du classement des nouveautés de la semaine, derrière Novembre (100 953) et devant Ticket to Paradise (29 503). Après une première semaine d'exploitation, le long-métrage atteint la troisième place du box-office avec 218 070 entrées, derrière Smile (243 762) et devant Ticket to Paradise (176 153). La semaine suivante, le film perd énormément en taux d'exploitation, en engrangeant 83 380 entrées supplémentaires, et passant de la troisième à la dixième place du box-office.